# 박영민 (1984년)
박영민(1984년 1월 13일~ )은 대한민국의 전직 스타크래프트 프로게이머이다. much[gm]이라는 아이디를 사용하며, 베틀넷 소속은 West 서버 Op [gm] 클랜이며, 종족은 프로토스이다.

## 생애
대한민국 공군 사병으로 복무한 그는 2004년부터 프로게이머 활동을 시작하였으며, 2005년 상반기 드래프트에서 OGN 엔투스의 1차 지명으로 입단하였다. 2009년 8월에 공군 ACE 선수 모집에 지원, 합격하여 2009년 10월 26일 입대, 12월 자대배치를 받아 입대한 뒤 10-11 시즌까지 공군 ACE 소속으로 활동하다가 2011년 11월에 제대했다.

### 선수 이력
박영민의 데뷔는 2004년 1월 'KBC 파워게임쇼 신인왕전'에서였다. 당시 박영민은 4강까지 올라왔었지만 한동욱에게 완패하였다. 이후 박영민은 마이너리그와 신인왕전에서 계속 모습을 드러내면서 실력을 쌓아왔었고, 2005년에는 MSL 서바이버 예선전과 듀얼토너먼트에서도 나타났지만 성과는 좋지 못했다.
박영민은 2007년 1월, 드디어 꿈에 그리던 스타리그 진출에 성공했지만 8강에서 마재윤에게 막혀 탈락하였다. 이어 벌어진 5~8위 결정전에서도 박성준과 이성은에게 연달아 패배하여 8위에 그쳤다. 그러나 그 이후로는 양대 개인리그에 꾸준히 진출하고, 프로리그 엔트리에서도 모습을 많이 드러내며 활약하기 시작했다. 그리고 2007년 12월엔 스타 챌린지 2007 시즌 2에서 우승, 생애 처음으로 스타리그 시드권을 따냈다.
(이 후 스타 챌린지가 폐지되면서 박영민은 스타 챌린지에서 시드권을 획득한 마지막 선수가 됨)
박영민은 유명한 세레모니를 보여준 것으로도 유명한데, 박카스 스타리그 16강에서 김동건에게 트로이의 특성을 활용해서 위화도 회군이란 세레모니(?)를 날렸었고, 심지어 최근 아레나 MSL에서는 이성은에게 "하트 세레모니"라는 굴욕과 2008 WCG 한국 대표 선발전에서는 "2연속 스카웃 관광"이라는 굴욕까지 선보이기도 했었다. 그러나 2008년 아레나 MSL 준결승전에서 탈락하며 4위에 그쳤으며 이은 WCG 국가대표 선발전에서도 3/4위전에서 박찬수에게 2:1로 패배하여 본선에 진출하지 못하였다.
2009년 8월 공군 선수 모집 기간, 윤종민(당시 SKT T1 소속 저그 유저)과 함께 공군 e-스포츠병에 지원, 합격하여 10월 26일 진주 공군교육사령부로 입대한 후 10-11 시즌까지 공군 ACE 소속으로 활동했다. 2010년 1월 3일 하이트 스파키즈와 경기에서 전진 로보틱스로 김창희를 이기고 군입대 이후 프로리그 첫승을 거두었으며 2010년 1월 6일 STX SouL과의 경기에서 다크템플러 드랍으로 김성현을 꺾고 군입대 이후 프로리그 두 번째 승수를 올렸다. 그리고 같은 해 5월에는 당시 43승 9패의 압도적인 성적을 기록 중이던 KT 롤스터의 에이스 이영호를 상대로 노장의 투혼을 발휘하며 이변을 일으키기도 했다.
그 후 주전급으로써 자주 출전해 주면서 군생활을 하다가, 2011년 11월 공군 Ace 전역 이후 완전히 은퇴하였다.
은퇴 이후에는 교육행정직 공무원 시험을 준비하였다고 전해졌으며 현재는 교육행정직 공무원으로 재직중이라고 한다.

## 주요 기록
- 2004년 KBC 파워게임쇼 스타크래프트 신인왕전 4위
- 2004년 제8회 커리지 매치 입상
- 2007년 신한은행 스타리그 2006 시즌3 8강
- 2007년 곰TV MSL 시즌1 16강
- 2007년 곰TV MSL 시즌2 32강
- 2007년 스타 챌린지 2007 시즌2 우승
- 2008년 곰TV 스타 인비테이셔널 8강
- 2008년 박카스 스타리그 2008 8강
- 2008년 EVER 스타리그 2008 8강
- 2008년 아레나 MSL 2008 4위
- 2008년 WCG 2008 스타크래프트 부문 한국 대표 선발전 4위
- 2008년 인크루트 스타리그 2008 16강
- 2008년 클럽데이 온라인 MSL 32강
- 2008년 곰TV TG삼보-인텔 클래식 2008 시즌2 32강
- 2008년 BATOO 스타리그 08~09 36강
- 2009년 로스트사가 MSL 2009 32강
- 2009년 아발론 온라인 MSL 2009 32강
- 2009년 곰TV TG삼보-인텔 클래식 2008 시즌3 16강